# Behauze
Behauze (en francès i oficialment Béguios), és un municipi de la Baixa Navarra, un dels set territoris que formen el País Basc, al departament dels Pirineus Atlàntics i a la regió de la Nova Aquitània. Limita amb les comunes de Martxueta al nord, Labetze-Bizkai al nord-est, Lüküze-Altzümarta a l'est, Amorotze-Zokotze a l'oest, i Bithiriña al sud.

## Demografia
| 1901 | 1962 | 1968 | 1975 | 1982 | 1990 | 1999 |
| --- | ---- | ---- | ---- | ---- | ---- | ---- |
| 516 | 368  | 347  | 344  | 298  | 292  | 313  |
| A partir de 1962, el cens té en compte la població resident definida com a "Population sans doubles comptes" per l'INSEE |      |      |      |      |      |      |

## Administració
| Data d'elecció                               | Identitat     | Qualitat |
| -------------------------------------------- | ------------- | -------- |
| Les dades anteriors a 1995 no són conegudes. |               |          |
| 2001                                         | Auger Pochelu |          |